# Central nuclear de Visaginas
La Central Nuclear de Visaginas  (en lituano: Visagino atominė elektrinė) es un proyecto de planta de energía nuclear previsto en Lituania. Se propuso que se construirá en el sitio de la central nuclear cerrada de Ignalina, que fue clausurada el 31 de diciembre de 2009 en cumplimiento del acuerdo de adhesión de Lituania a la Unión Europea. Los dos reactores de la central de Ignalina están experimentando actualmente un proceso de desmantelamiento.
El 30 de julio de 2014 el Ministerio de Energía de Lituania  y la corporación Hitachi firmaron un memorando declarando intenciones para llevar a cabo de manera conjunta los trabajos preparatorios para la creación de una sociedad del proyecto provisional. 